# Pseudosuberites exalbicans
Pseudosuberites exalbicans är en svampdjursart som beskrevs av Topsent 1913. Pseudosuberites exalbicans ingår i släktet Pseudosuberites och familjen Suberitidae. Inga underarter finns listade i Catalogue of Life.